# 島根恵
島根 恵（しまね めぐみ、1961年1月27日 - ）は、東京都出身のヴァイオリニスト、作曲家である。

## 経歴

### 学生時代
母はヴァイオリニストの島根育であり、3歳からヴァイオリンを始めた。1976年、東京芸術大学音楽学部附属音楽高等学校に入学し、1979年、同高校を卒業、東京芸術大学に入学した。大学在学中の1981年、第8回ヴィエニアフスキ国際ヴァイオリン・コンクールに第6位に入賞した。1983年に同大学器楽科を卒業した後、1985年桐朋学園大学研究生を修了した。海野義雄、久保陽子、兎束龍夫、黒沼俊夫、広瀬八朗に師事した。

### 学校卒業後
1987年、第2回日本モーツァルト音楽コンクール・ヴァイオリン部門で第1位を受賞した。1988年、シメーヌ弦楽四重奏団を結成し、同年の第1回淡路島国際室内楽コンクールで第1位を受賞した。また、全日本学生音楽コンクールの審査員（2002年、2003年、2006年）も務めている。

## 家族での活動
1997年、夫である辻由樹（ヴィオラ）および長男である島根朋史（チェロ）と室内楽団「アンサンブル・フリージアJr.」を結成し、活動を行っている。

## レコーディング

### ソロ
- ハンガリー狂詩曲 ヴァイオリン・ヴィルトゥオーゾの世界 Vol.2：ザイツ＆サン＝サーンス（ALCD-9244）
- ヴィオッティからメンデルスゾーンへ ヴァイオリン・ヴィルトゥオーゾの世界 Vol.1（ALCD-9221）
- ドント:24のエチュードとカプリス（ALCD-9159）
- クロイツェル:ヴァイオリンのための42の練習曲（ALCD-9144,9145）
- カイザー:36の練習曲 作品20（ALCD-9132,9133）
- エア・ヴァリエ～ヴァイオリンを愛する人へIII（ALCD-9123）
- モーツァルト ヴァイオリン協奏曲第3・4・5番（ALCD-9111）
- 宮殿のサロンコンサート（ALCD-9101,9102）
- ロード（ローデ）24のカプリス（ALCD-9091,9092）
- なつかしい土地の思い出～ヴァイオリンを愛する人へII（ALCD-9082）
- 音楽の花束～ヴァイオリンを愛する人へ（ALCD-9067）
- Violino affettuoso （ALCD-9059）
- 平尾貴四男作品集Ⅱ（ALCD-9009）
- バッハ：無伴奏ヴァイオリン・ソナタとパルティータ（ALCD-7059,7060）
- スペイン組曲（ALCD-7045）

### シメーヌ・ストリング・カルテット
- 恋人がシンフォニー～クラシックで聴く松任谷由実・ミュージック（1991年、ビクター）

### アンサンブル・フリージアJr．
- 愛の調べ（LCMD-1665）
- 愛の調べII（LCMD-1772）
- 愛の調べIII（LCMD-1782）